# Gyula Dávid

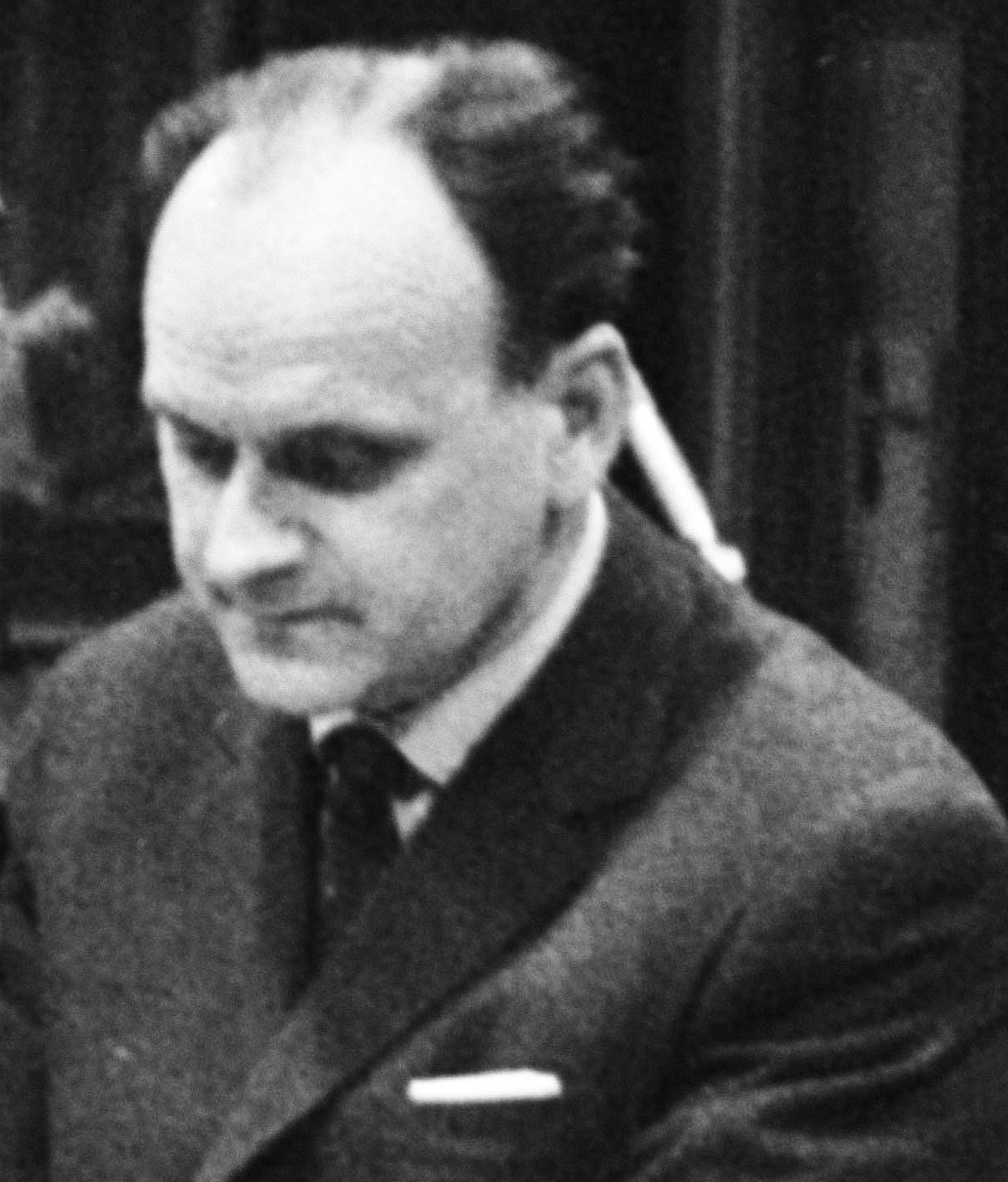
Gyula Dávid

Gyula Dávid (* 6. Mai 1913 in Budapest; † 14. März 1977 ebenda) war ein ungarischer Komponist.
Dávid war Schüler von Zoltán Kodály und wirkte als Bratschist im Städtischen Orchester von Budapest. Von 1945 bis 1949 leitete er das Orchester des Nationaltheaters. 1949 schrieb er als erster ungarischer Komponist ein Bläserquintett und schuf damit eine Gattung, die bis heute eine wichtige Rolle in der neuen ungarischen Musik spielt. Zwischen 1950 und 1964 und von 1967 bis zu seinem Tod unterrichtete er an der Franz-Liszt-Musikakademie im Bereich 
Kammermusik. Er komponierte vier Sinfonien und eine Sinfonietta, ein Violin-, ein Horn- und ein Bratschenkonzert (1950), Chorwerke und Kammermusik.